# Kone
Kone Oy (от фин. kone, «машина», и Oy, сокр. от Osakeyhtiö, «акционерное общество») — финская компания, специализирующаяся на производстве лифтов, кранов, эскалаторов, траволаторов и пассажирских подъемников.
Корпорация KONE успешно работает более чем в ста странах и является первой и единственной компанией среди западных поставщиков подъёмно-транспортного оборудования, работающей в России и странах СНГ более семидесяти лет.
Информация о пятидесяти крупнейших акционерах со всего мира опубликована на официальном сайте KONE.

## История
Компания KONE была основана в Хельсинки 27 октября 1910 года. Компания, вначале имевшая название Osakeyhtiö Kone Aktiebolag, была основана как филиал Gottfr. Strömberg Oy и получила от Strömberg лицензию для импорта лифтов Graham Brothers (однако до окончания действия лицензии Strömberg в 1917 году Kone продала лишь несколько лифтов).
За годы Первой мировой войны компания поставила Российской царской армии более десяти миллионов латунных гильз (до 1917 года Финляндия была в составе России).
В 1918 года в Kone начали производить и устанавливать собственные лифты (в фирме в тот период было всего полсотни сотрудников).
В 1924 году предприниматель Харальд Херлин купил Kone у Strömberg и стал новым председателем Правления директоров KONE. Его сын, Хейкки Херлин, присоединился к компании и был назначен в 1928 году техническим директором KONE. Его офис был расположен на бывшей Маргариновой фабрике на улице Haapaniemi в Хельсинки, которую Kone купила и преобразовала в лифтовое производство. В 1935 году в СССР установлены первые два лифта KONE в посольстве Финляндии в Москве.
После двух советско-финских войн последовали военные репарации, осуществлённые в период с 1945 по 1952 годы. Доля произведённых фирмой KONE поставок в СССР составила сто грузовых лифтов, двести кранов и семьдесят два грузовых подъемника.
В 1957 году в Швеции был образован первый иностранный филиал KONE — AB Kone Hissar.
В течение десятилетий клиринга (1952—1991) корпорация KONE поставила более семи тысяч лифтов в Советский Союз. Большая их часть была установлена в московских и ленинградских гостиницах, в других значительных административных зданиях, в частности, в Кремле. В этот период в Москве было создано представительство финских компаний Nokia и KONE — (NOKO), первое среди всех финских компаний (1971).
С начала 1991 года по инициативе Советского Союза было решено перейти от клиринговой системы к торговле на основе свободно конвертируемой валюты.
В 1996 году был изобретён лифт без машинного помещения KONE MonoSpace. Впервые использована технология синхронного электродвигателя с постоянным магнитом KONE EcoDisc.
В 2001 году для увеличения популярности продукции KONE в России и странах СНГ, по соглашению с руководством KONE, создан первый русскоязычный сайт об оборудовании KONE. В конце 2001 года по соглашению с руководством KONE подписан исторический документ компанией Toshiba, предусматривающий обмен акциями. KONE приобрела 20 % акций Toshiba Elevator and Building Systems Corporation (TELC), а японская сторона получила 5 % акций категории Б компании KONE. Объединив таким образом свои силы, KONE и Toshiba стали ведущими предприятиями в области эскалаторной промышленности, а в области лифтовой промышленности претендуют на второе место в мире.
В феврале 2005 года было подписано соглашение о совместном предприятии с самой крупной китайской лифтовой компанией Giant Elevator, основанной в 1978 году в провинции Чжэцзян. Уставной капитал GiantKONE — 83 миллиона RMB, в котором Giant Elevator имеет 60 %, а KONE — 40 %. Полные инвестиции GiantKONE — 200 миллионов RMB, с периодом совместного предприятия 50 лет. GiantKONE занимает земельную площадь 100000 м² в Зоне экономического развития Наньсюнь, Хучжоу, Чжэцзян. Производительность лифтов, эскалаторов, и траволаторов KONE на заводе Giant — 15 000 единиц в год. В этом же году KONE приобрела компанию Stewart Moskal у своего конкурента — Schindler Elevator.
В 2007 году фирмой было сделано заявление о полном отказе от производства гидравлических лифтов — как морально устаревших и не отвечающих современным требованиям.
В 2009 году произошло приобретение компании Fairway Elevator Company в Филадельфии для выхода на рынок модернизации в этом регионе.
В 2011 году — Kone строит новую штаб-квартиру в США под именем Башня Kone в Молин, штат Иллинойс, где была расположена прежняя штаб-квартира.
В январе 2014 года исполнительный директор Матти Алахухта покинул свой пост, а на его место назначен нынешний экономический директор Kone Хенрик Эрнрот.

## В России
На протяжении последних 75-ти лет компания успешно поставляла оборудование в Россию во все сегменты рынка: жилые здания, отели, офисы, торговые и транспортные центры, аэропорты, больницы, учреждения культуры и спорта. 
Компания предлагала инновационные решения для всех типов зданий, а также полный комплекс услуг - от консультирования и монтажа оборудования до обслуживания и модернизации.
В России компания KONE была представлена более, чем в 40 городах страны через собственные офисы и сети дистрибьюторов компании.
26 июня 2022 года компания объявила об уходе с российского рынка и передаче своих активов локальному менеджменту.